# Mario Livio
 Mario Livio (Bucareste, 19 de junho de 1945) é um astrofísico da NASA e autor de obras populares sobre ciência e matemática.

## Publicações selecionadas
- 2001: Das beschleunigte Universum: Die Expansion des Weltalls und die Schönheit der Wissenschaft, Kosmos Verlag, Stuttgart ISBN 3-440-08886-3
- 2002: The Golden Ratio: The Story of Phi, the World's Most Astonishing Number, Broadway Books, New York ISBN 0-7679-0815-5
- 2005: The Equation That Couldn't Be Solved: How Mathematical Genius Discovered the Language of Symmetry, Simon & Schuster, New York ISBN 0-743258207
- 2005: Astrophysics of Life, Cambridge University Press, Cambridge ISBN 0-521-82490-7
- 2010: Ist Gott ein Mathematiker? Warum das Buch der Natur in der Sprache der Mathematik geschrieben ist, aus dem Englischen von Susanne Kuhlmann-Krieg; C. H. Beck, München ISBN 978-3-406-60595-6